# Сколівські Бескиди
Ско́лівські Бески́ди — гірський масив в Українських Карпатах, частина Східних Бескидів. Розташований у межиріччі Стрию — Опору — Мізуньки, у межах Львівської та (частково) Івано-Франківської областей. З північного сходу масив межує з Передкарпаттям, з північного заходу — з Верхньодністровськими Бескидами, з південного заходу і півдня — зі Стрийсько-Сянською Верховиною та Верховинським Вододільним хребтом, з південного сходу — з Ґорґанами. Приблизно посередині Сколівських Бескидів розташоване місто Сколе (звідси й назва масиву). 

## Географія
Максимальна висота — 1362,7 (гора Маґура). Рельєф відбиває моноклінальні структури Скибового покриву, складені товщами крейдово-палеогенного флішу. Простежуються асиметричні паралельні хребти-«скиби» з вершинами Виднога, Парашка, Високий Верх, Магура тощо. Шість таких скиб чітко простежуються вздовж автошляху Львів — Мукачево (автошлях М 06) між селами Семигинів — Козьова, з яких п'ять належать до масиву. Це хребти Береговий, Сколівський, Парашки, Зелем'янка і Рожанка. Сформувалися ландшафтні комплекси крутосхилого ерозійно-денудаційного лісистого середньогір'я. В сучасному лісовому покриві домінують вторинні смеречники, розширилися площі вторинних лук, на найвищих рівнях збереглися фрагменти корінних субальпійських лук. Річкові долини терасовані, днища переважно розорані. Район пішохідного, водного та лижного туризму. 
У Сколівських Бескидах існує кілька природоохоронних територій, зокрема Національний природний парк «Сколівські Бескиди» та Поляницький регіональний парк, є також цікаві природні об'єкти: Скелі Довбуша (печерний комплекс), Мертве Озеро, водоспади Гуркало, Кам'янський, Підступи верхній, Крушельницький та інші.

## Галерея

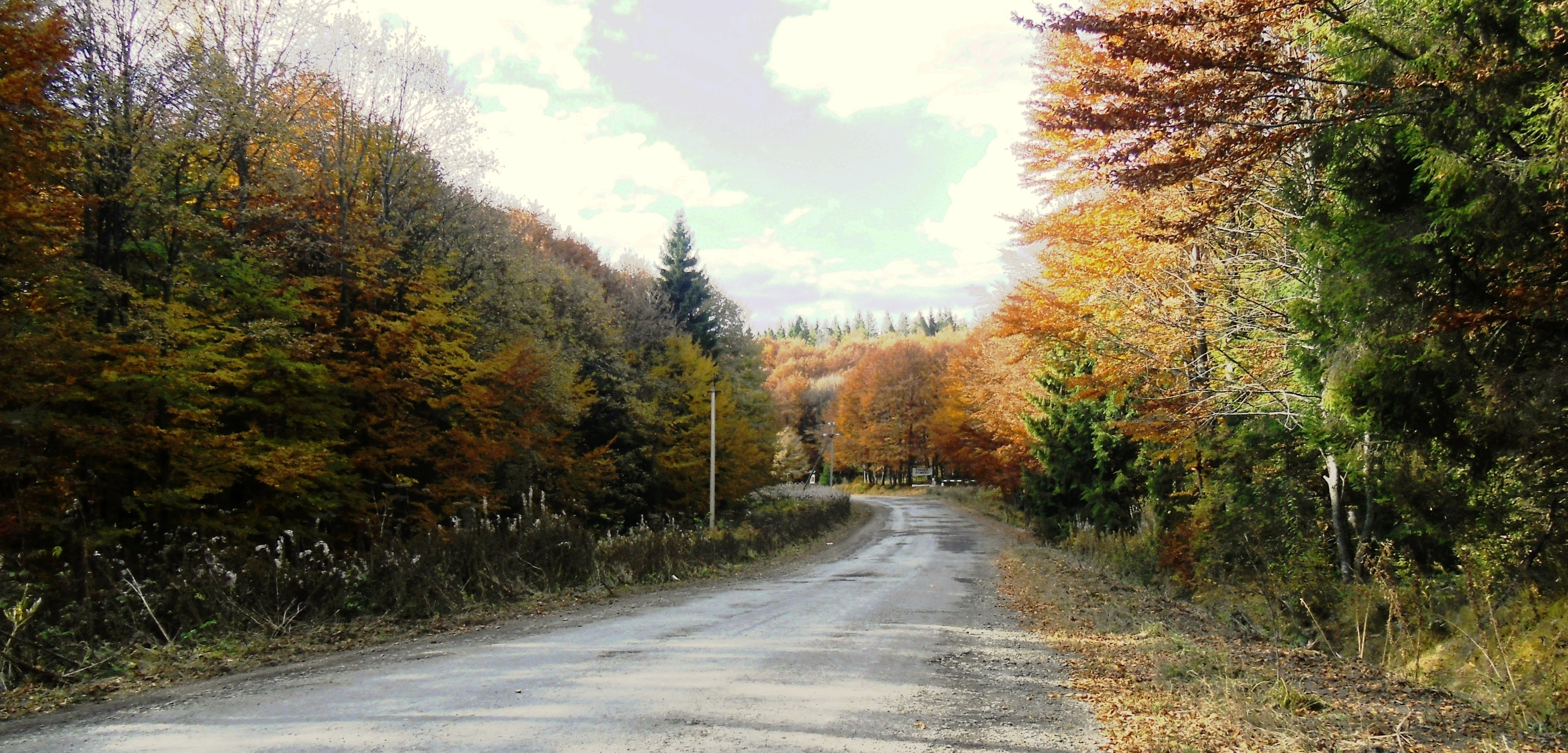
Сколівські Бескиди. Гірська дорога.
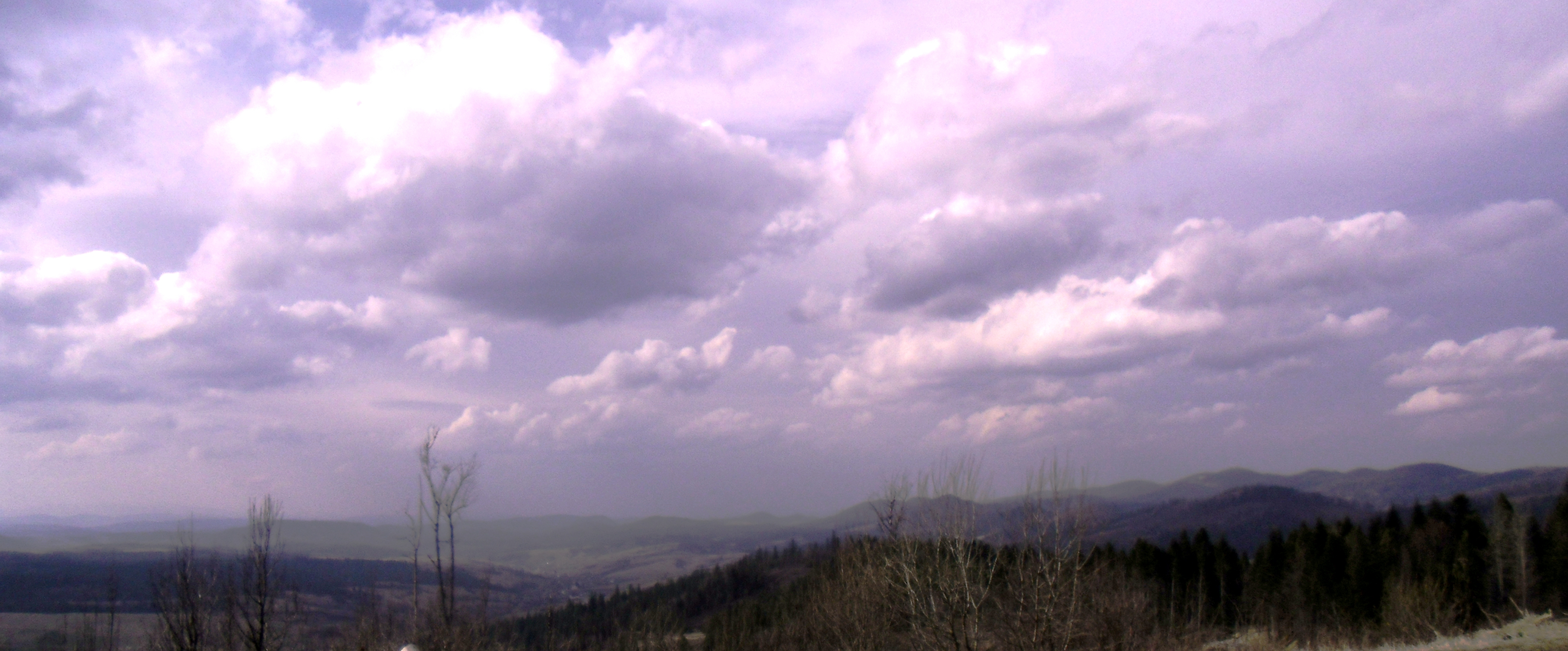
Сколівські Бескиди з Тисівця.
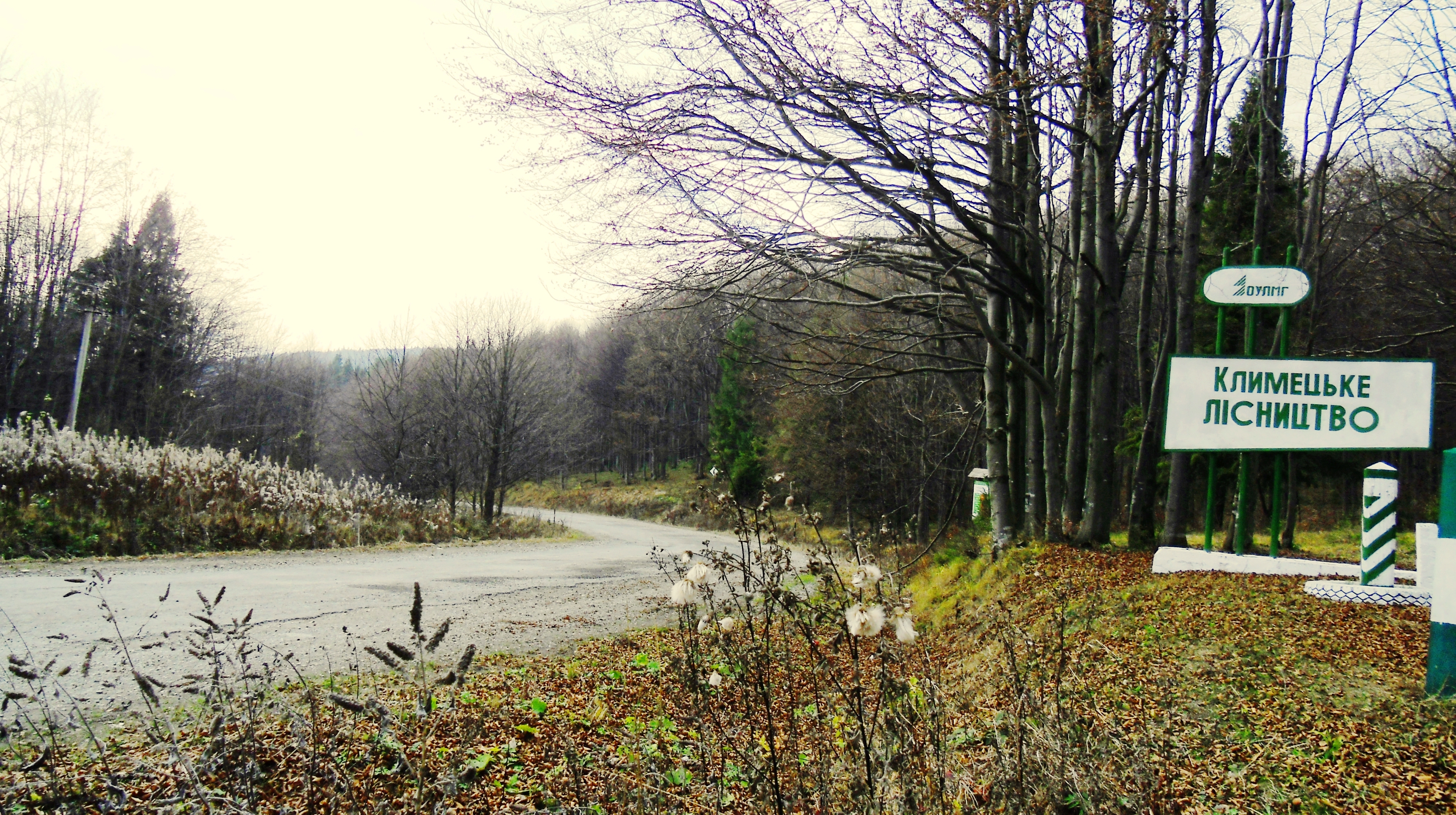
Ландшафт Сколівських Бескидів.
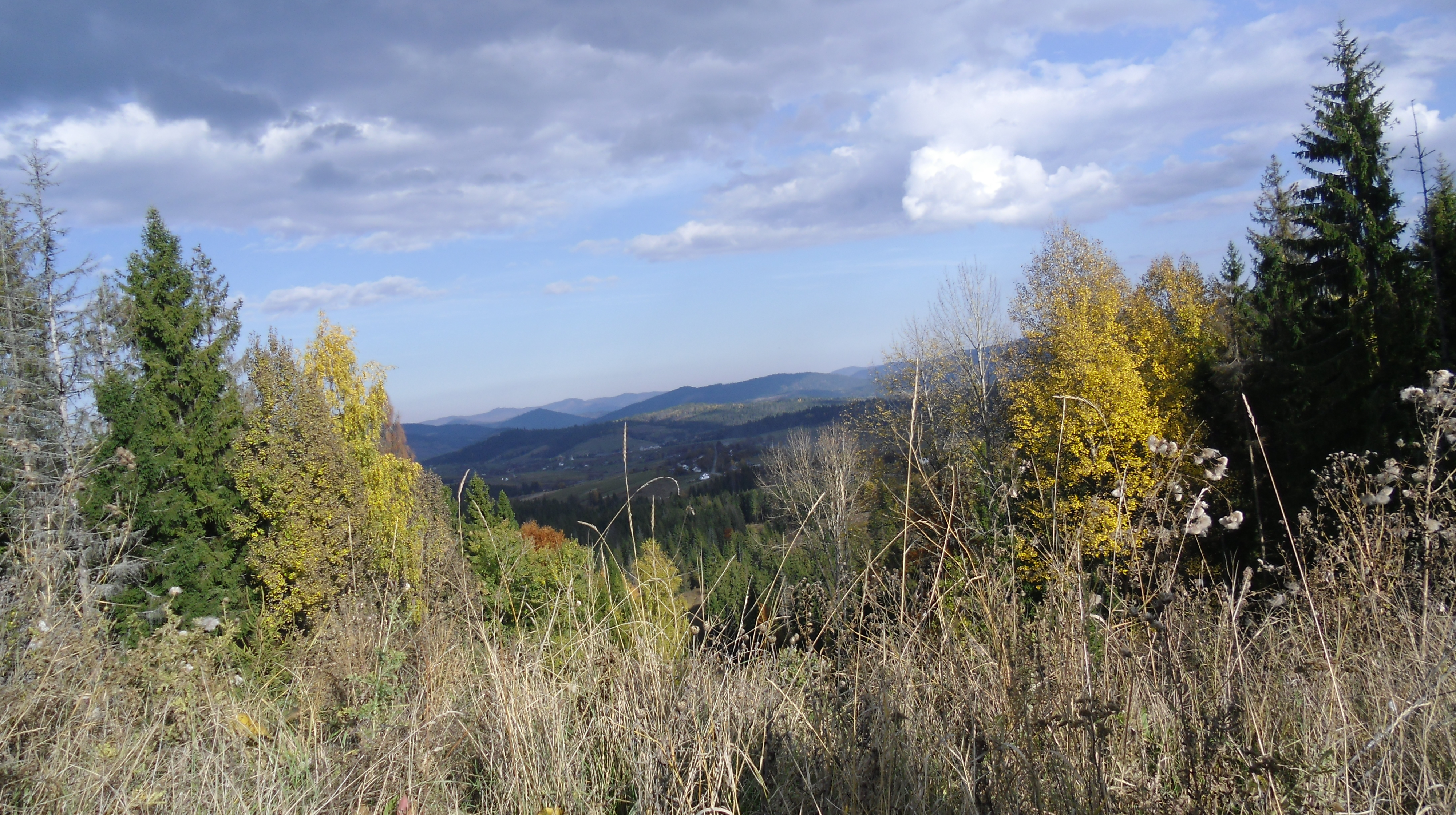
Сколівські Бескиди. Вигляд на Тухольку.
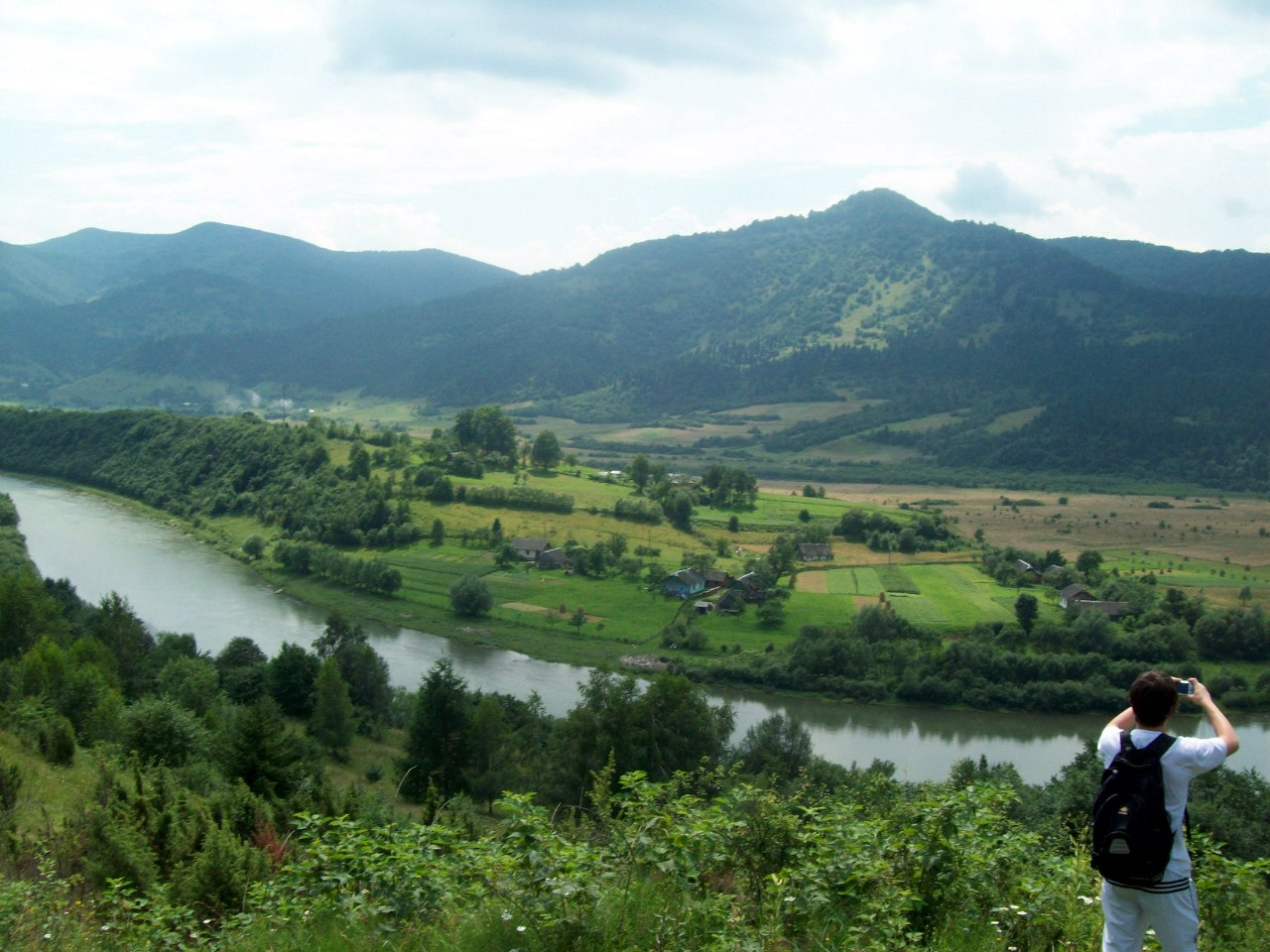
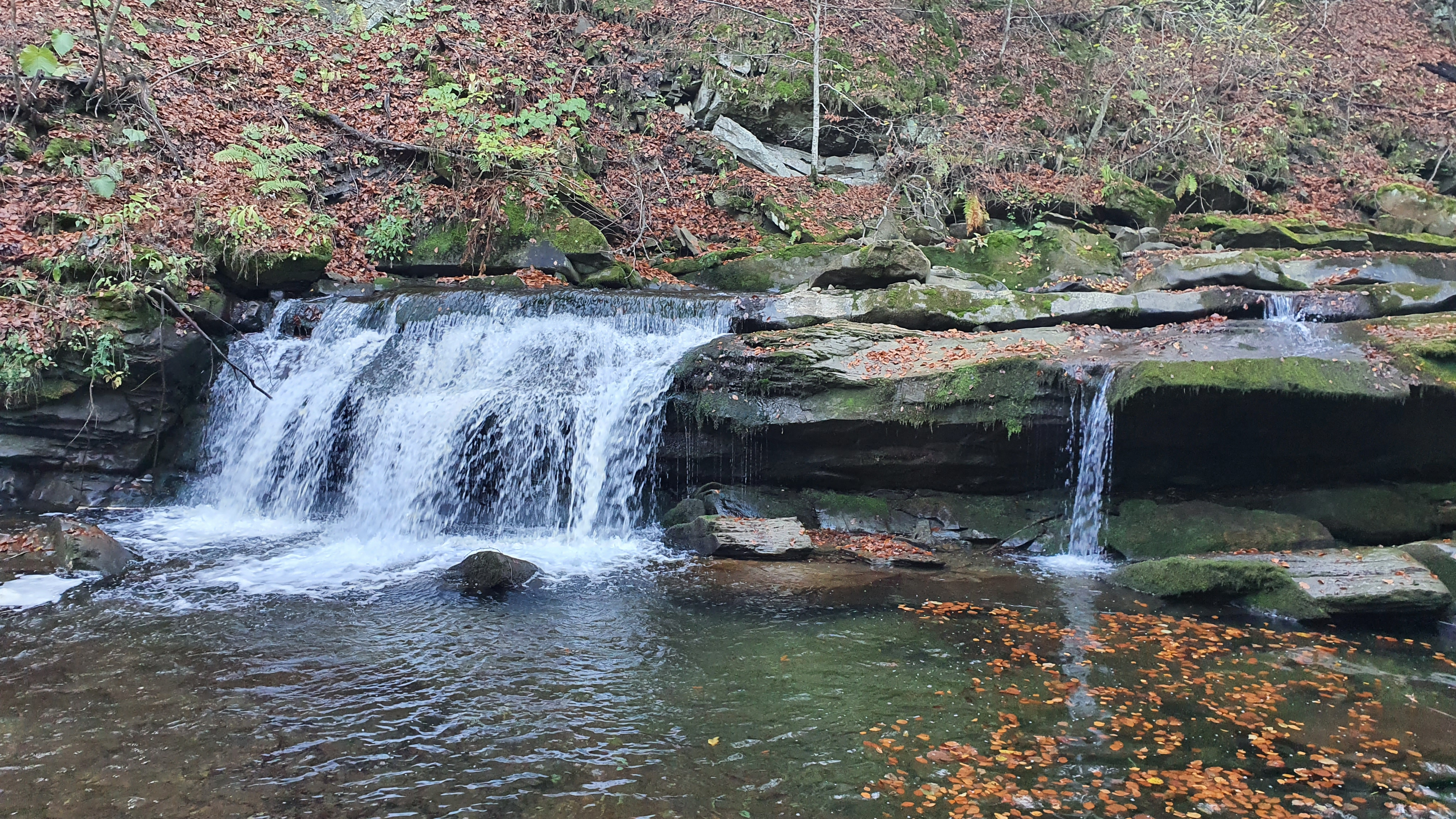
Водоспад Крушельницький
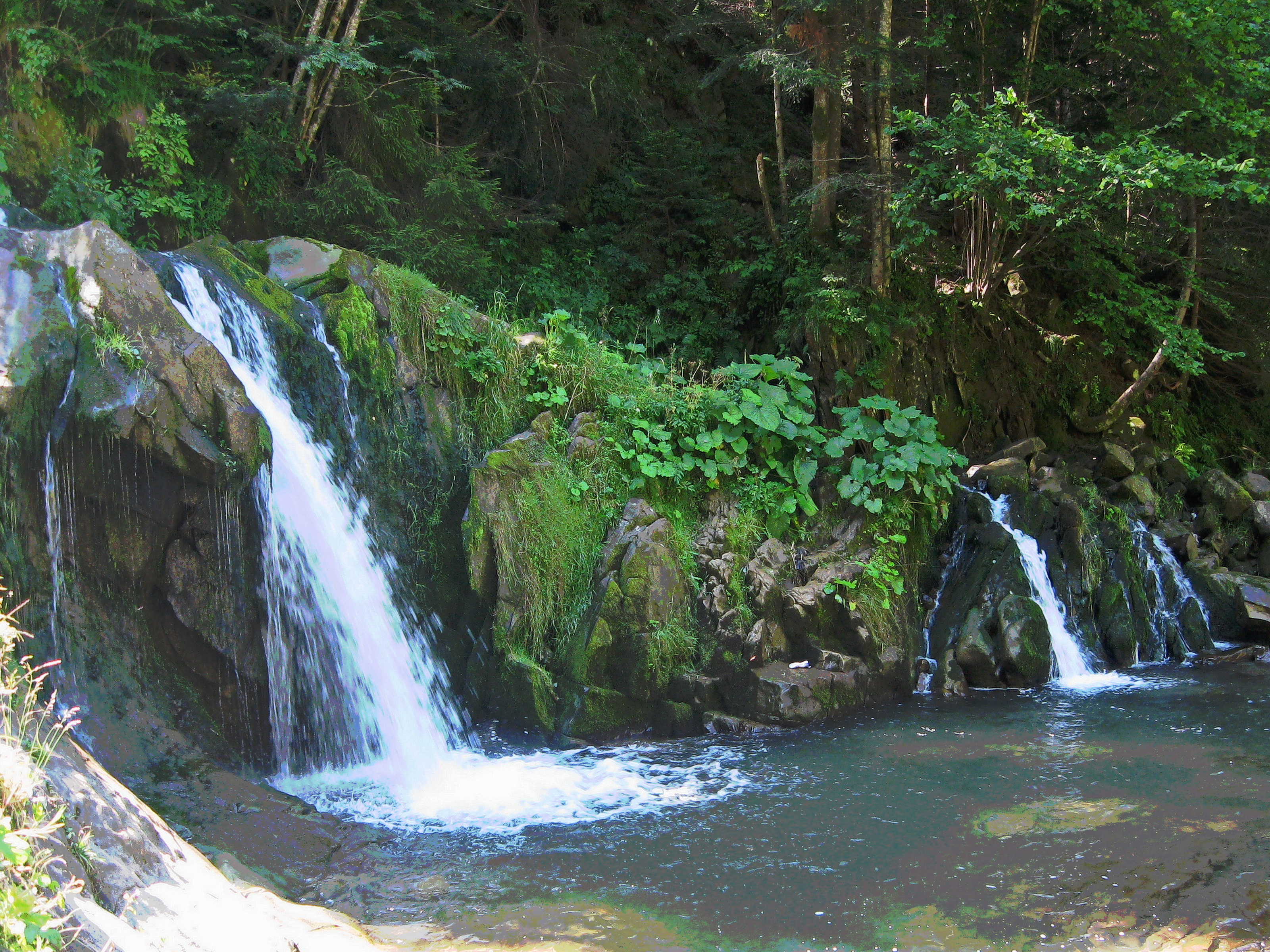
Водоспад на р. Кам'янка
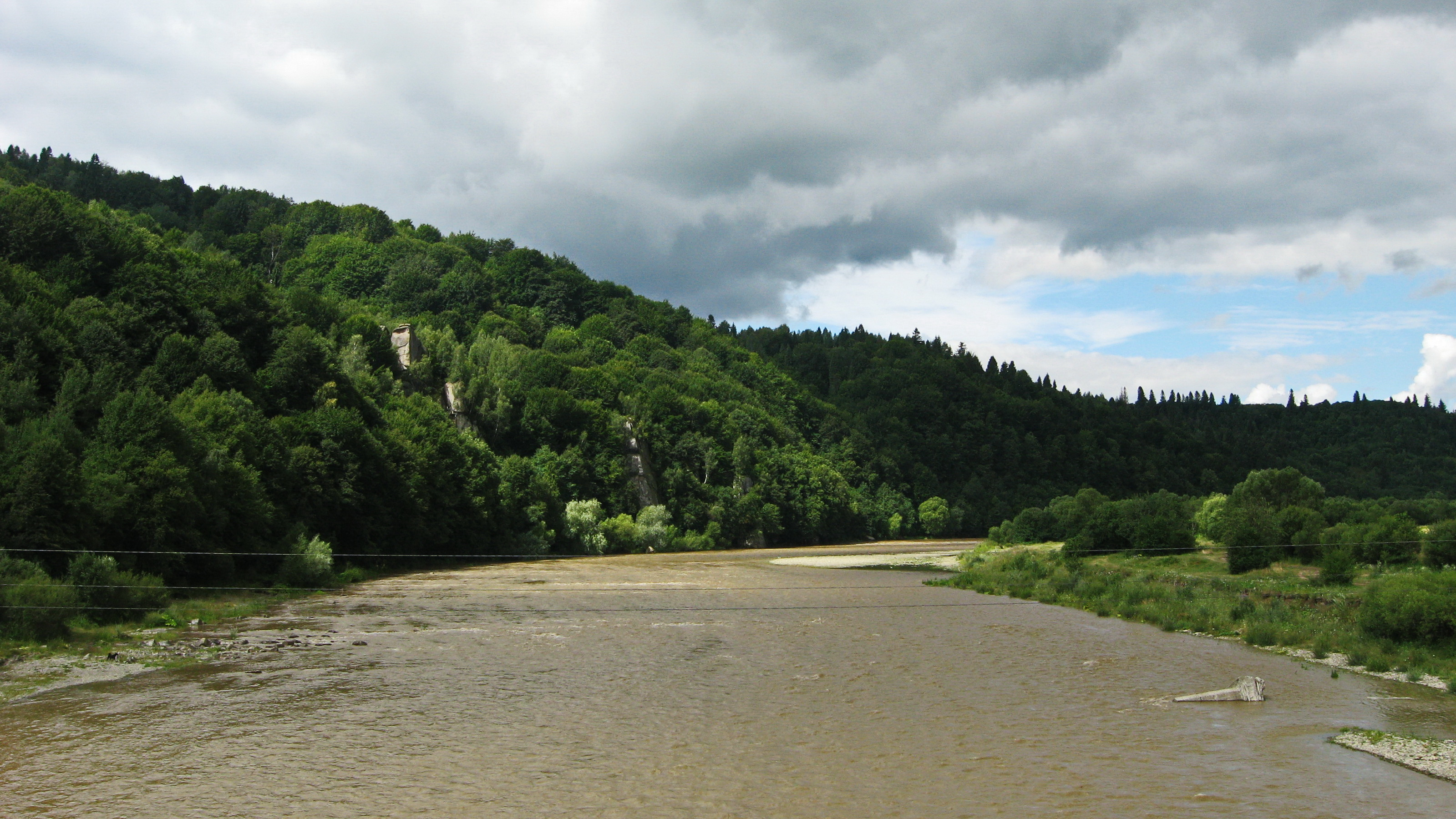
Річка Стрий
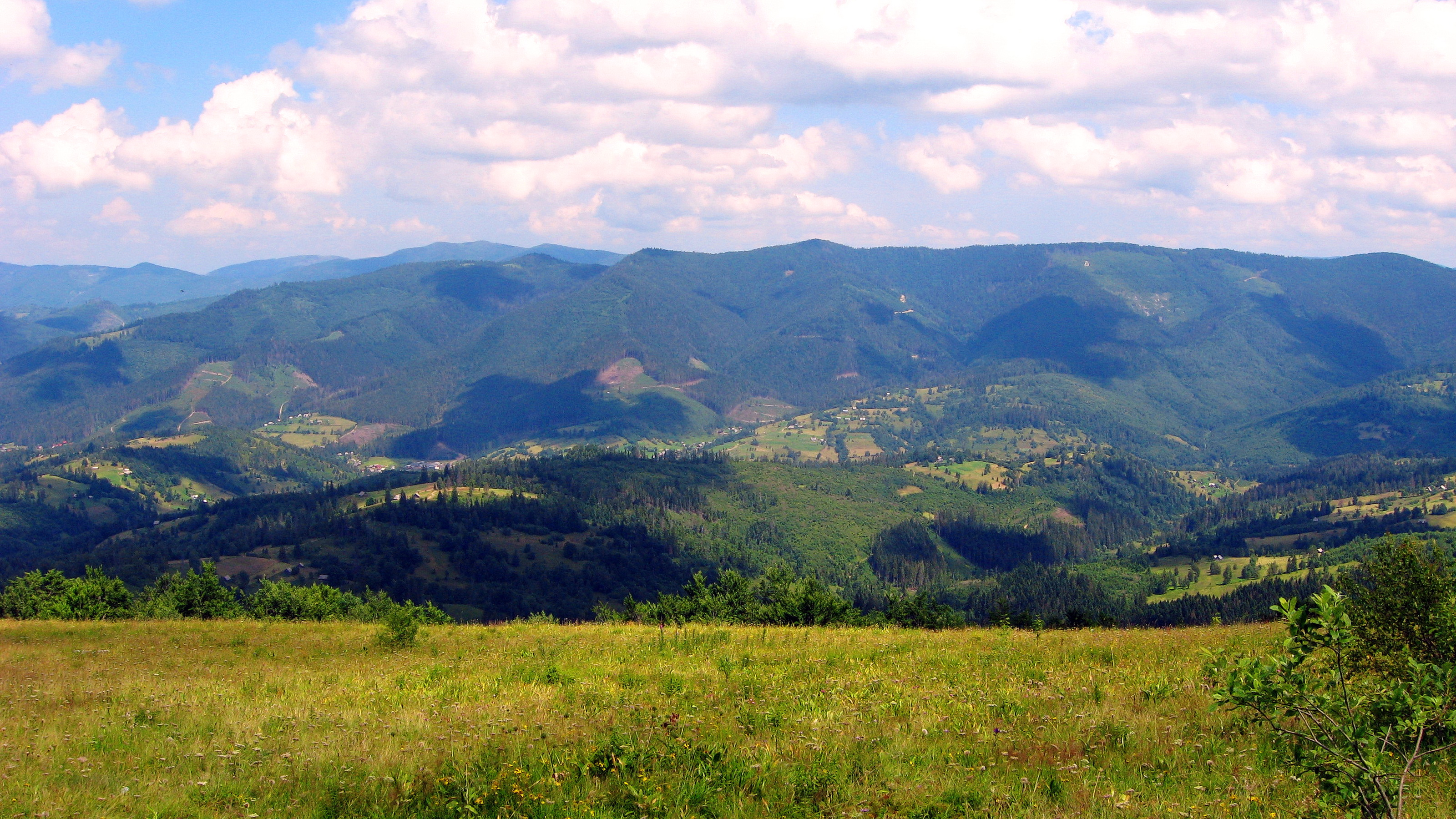
Гора Тростян, окол. смт Славсько
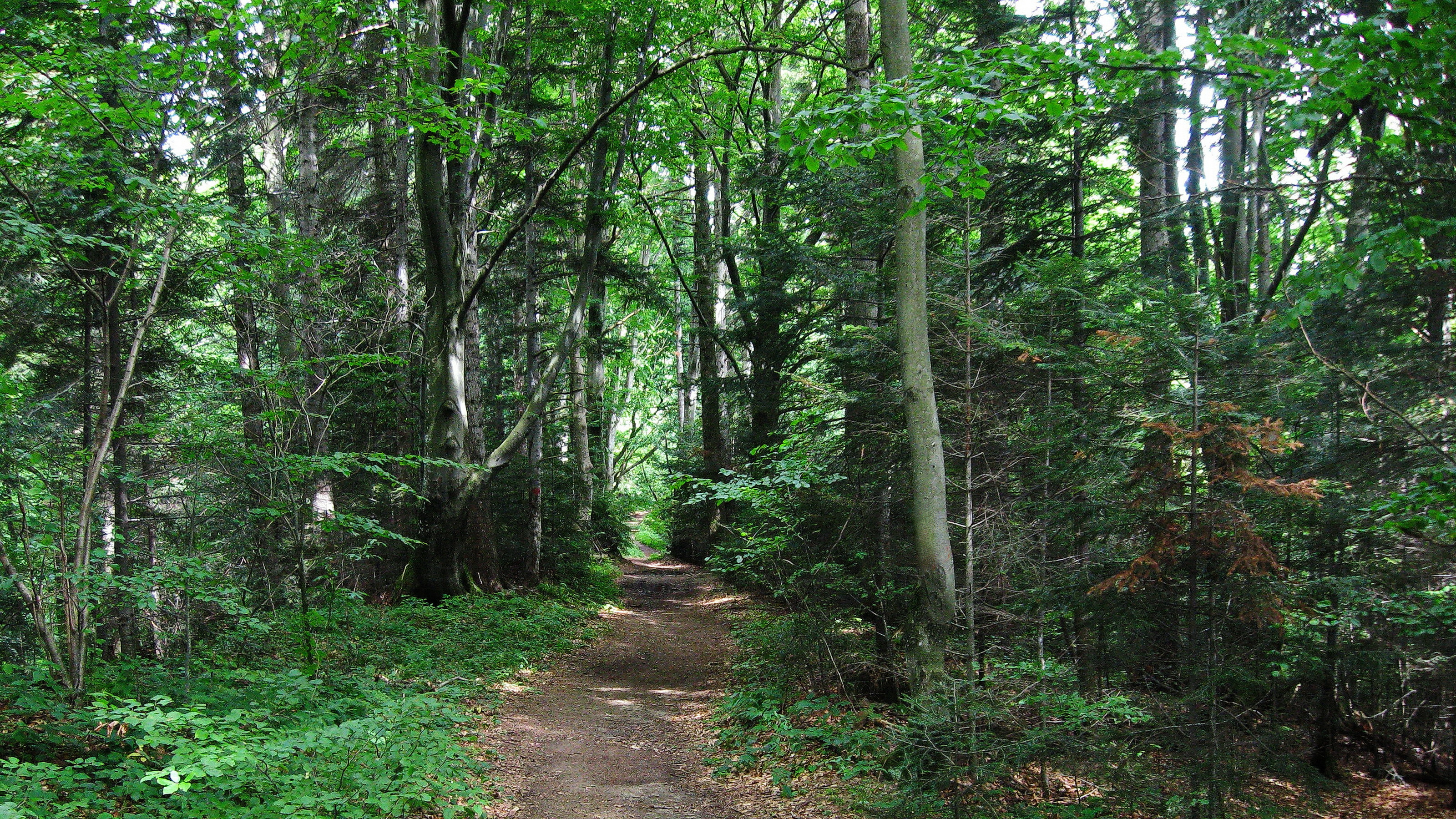
Мішаний ліс
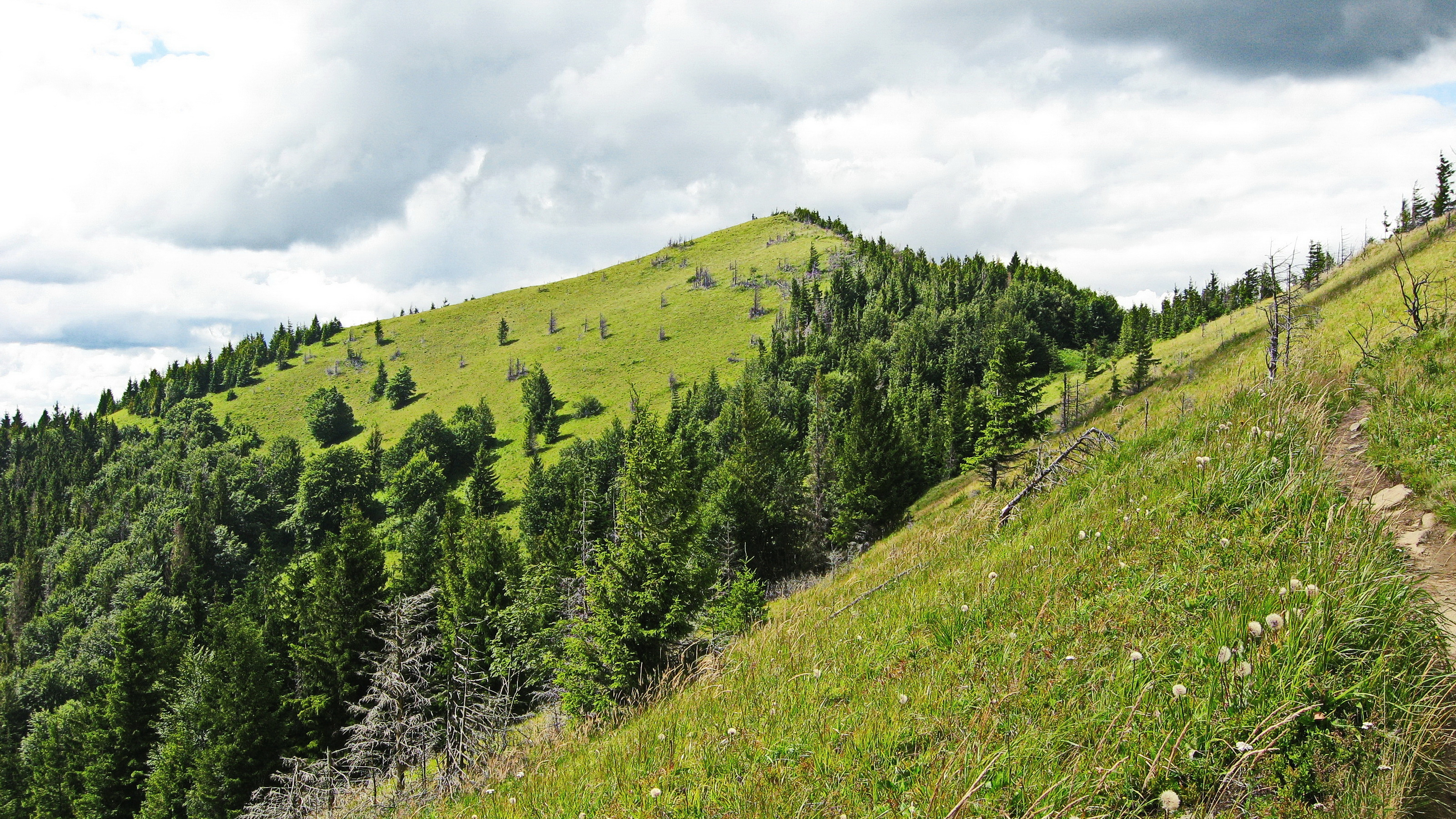
Хребет Парашка
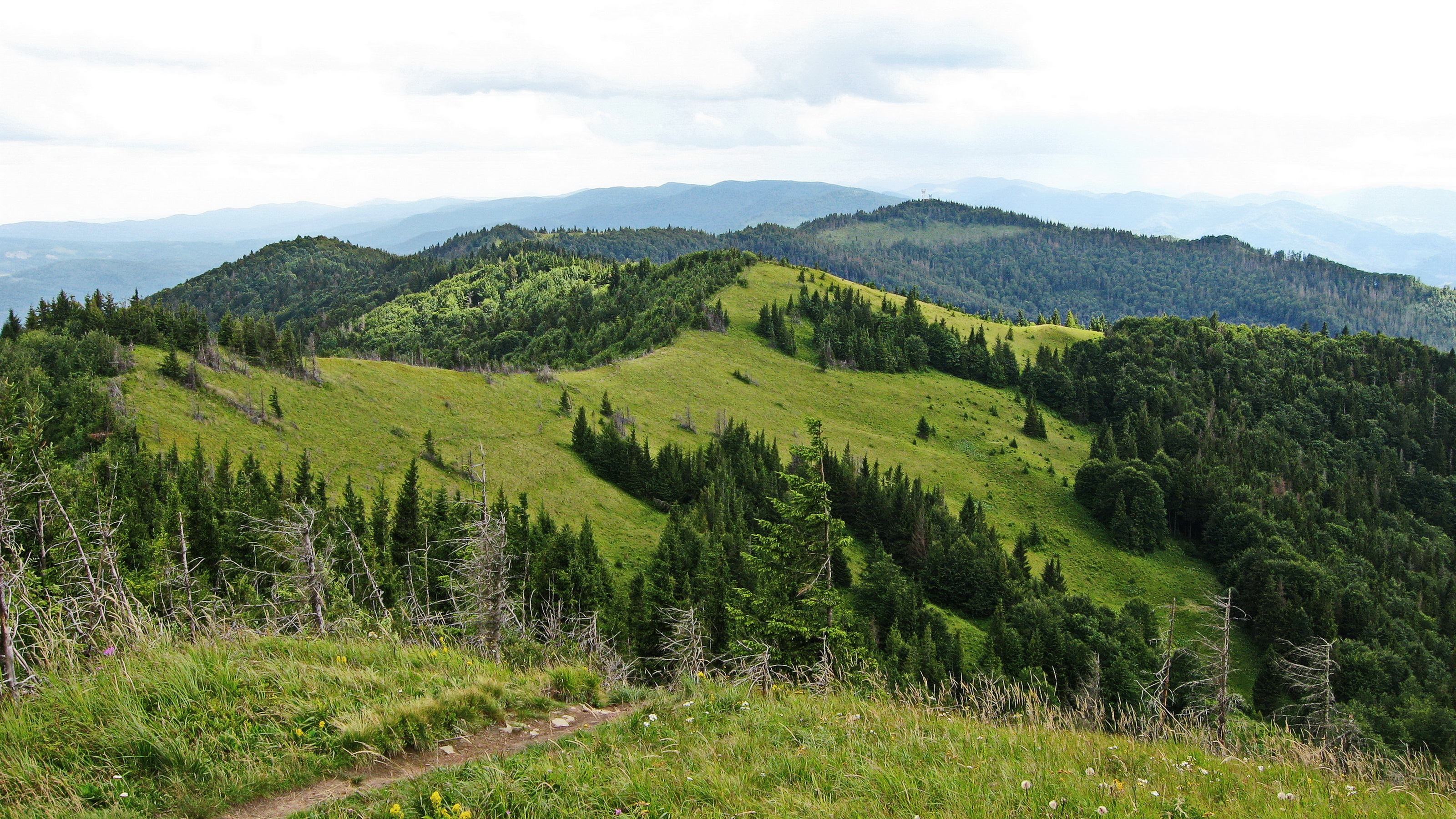
Хребет Парашка
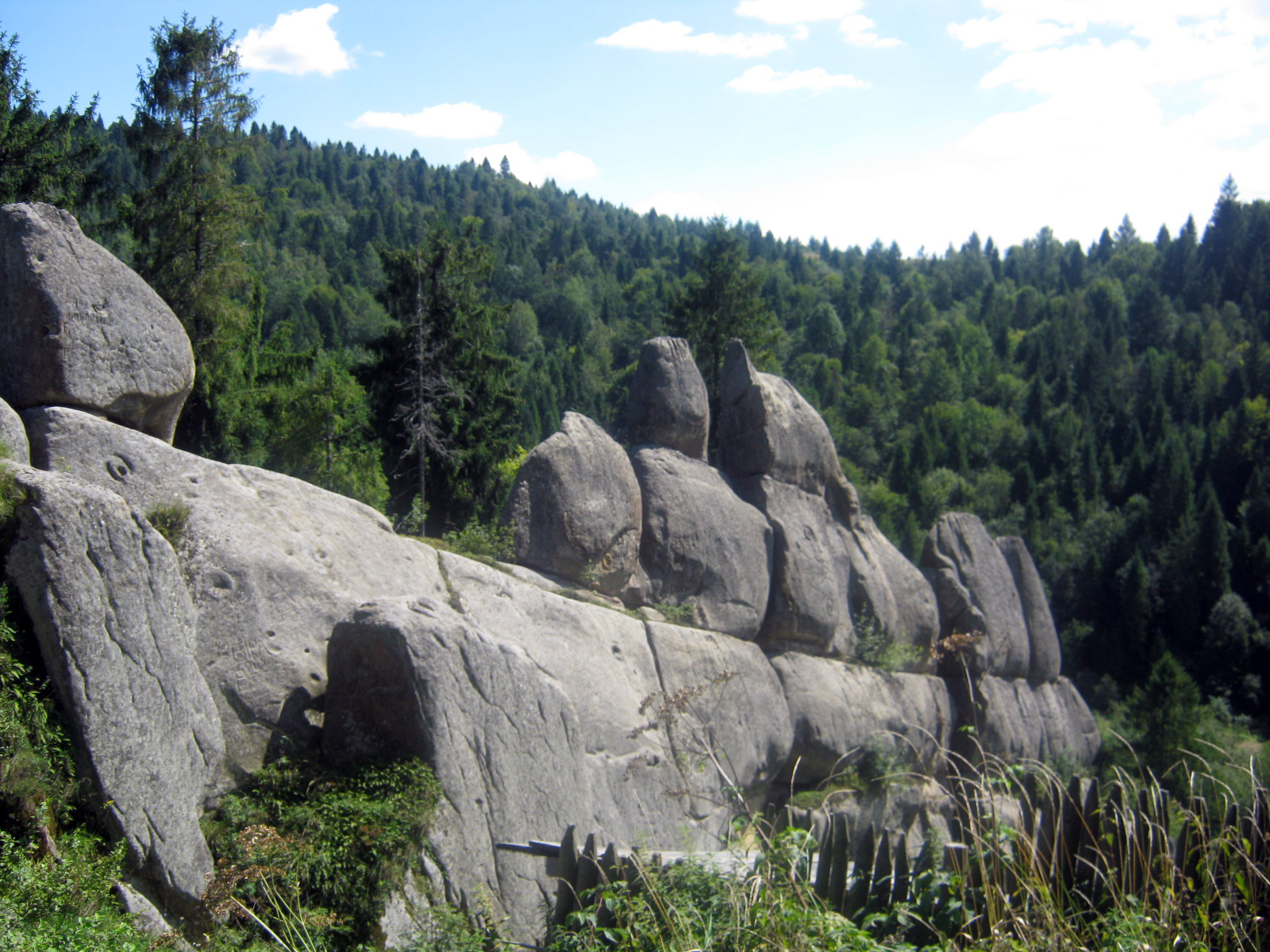
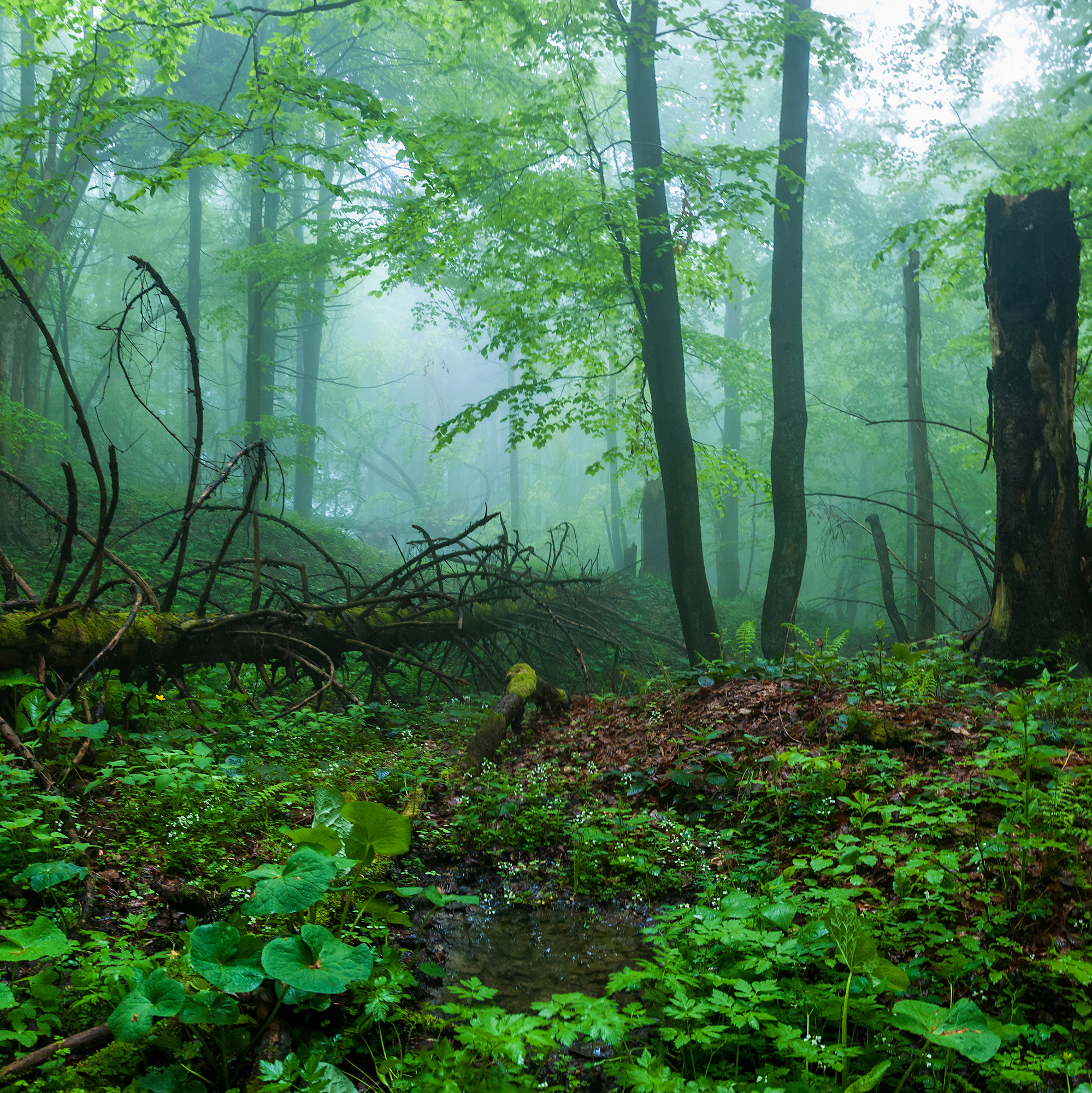
У весняному лісі
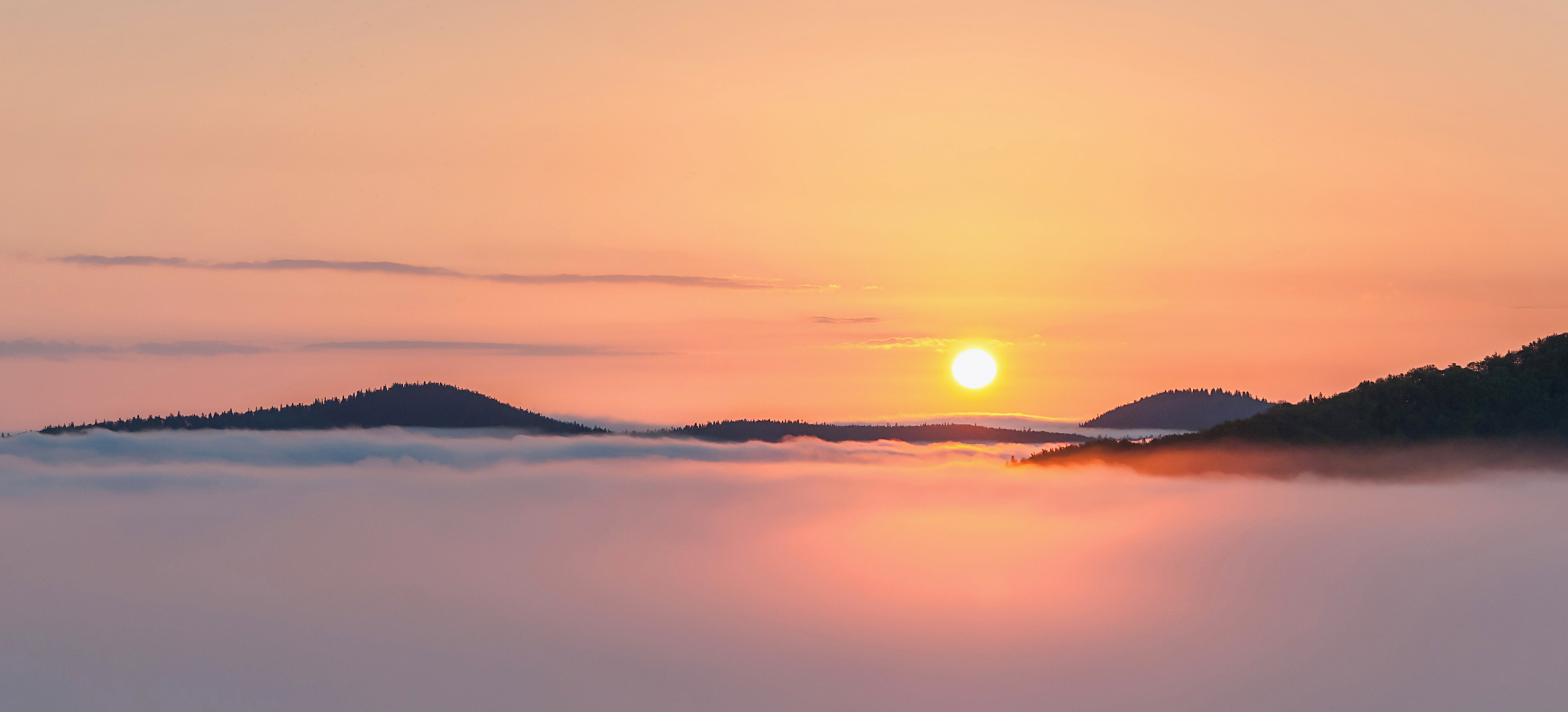
Весна, ранок у Сколівських Бескидах
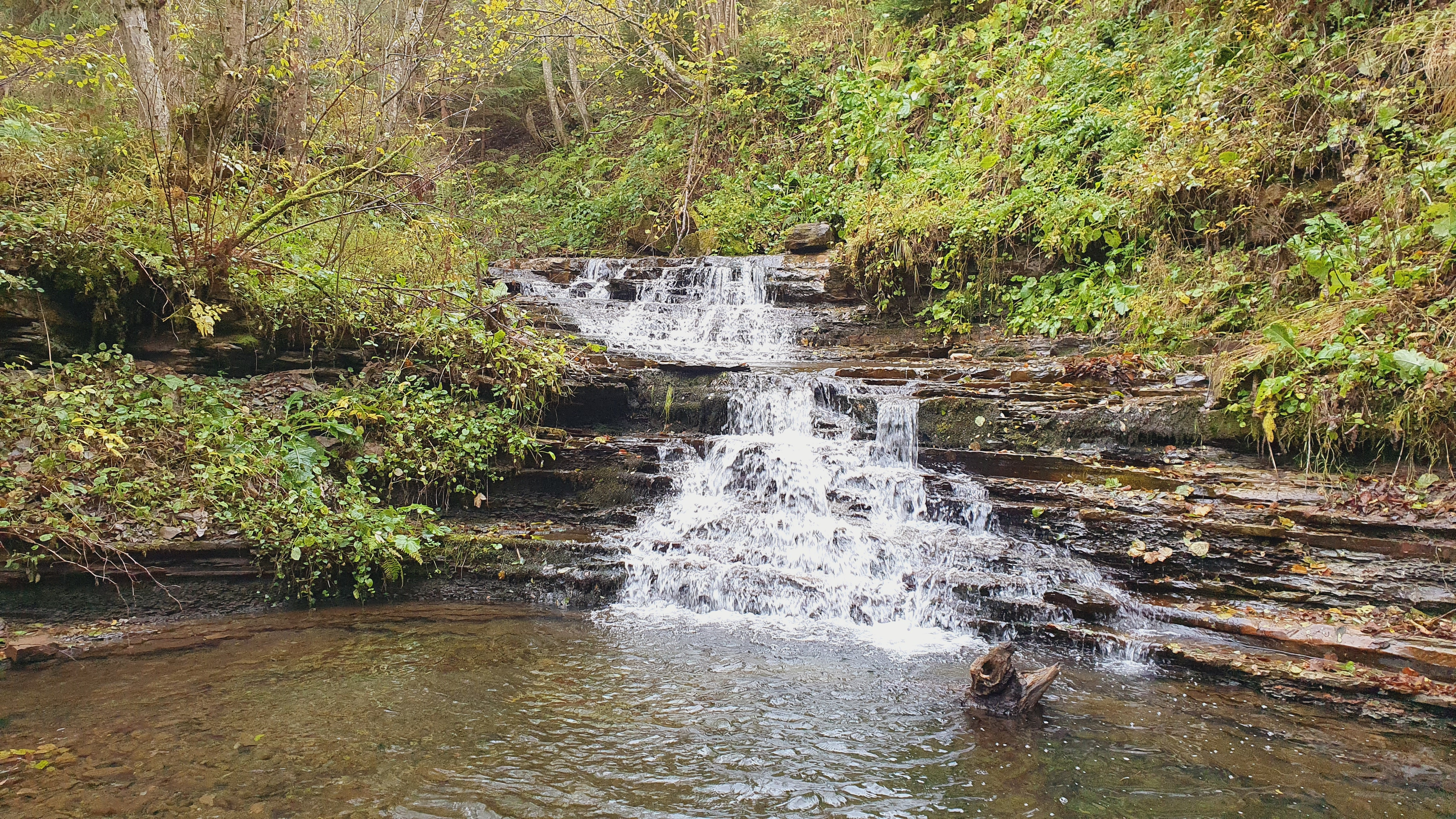
Водоспад Підступи верхній

## Ресурси Інтернету
- Офіційний сайт Національного природного парку "Сколівські бескиди" [Архівовано 12 серпня 2021 у Wayback Machine.]
- Національний природний парк "Сколівські бескиди" [Архівовано 24 травня 2011 у Wayback Machine.]
- Вікісховище має мультимедійні дані за темою: Сколівські Бескиди